# David Siegel
Pour les articles homonymes, voir Siegel.
David Siegel, né le 28 août 1996 à Baiersbronn, est un sauteur à ski allemand.

## Biographie
Licencié au SV Baiersbronn, Siegel est actif en compétition officielle depuis 2011 et décroche sa première victoire internationale en décembre 2015 à Rovaniemi en Coupe continentale.
Il fait ses débuts en Coupe du monde à l'occasion de la Tournée des quatre tremplins en janvier 2016 à Garmisch-Partenkirchen, où il marque ses premiers points avec une 16e place.
Aux Championnats du monde junior 2016, il remporte le titre individuel et par équipes. Au mois d'octobre, il devient champion d'Allemagne sénior devant notamment Andreas Wellinger.
Il est essentiellement présent dans la Coupe continentale en 2017-2018, accumulant un total de quatre victoires dans cette compétition cet hiver.
En janvier 2019, après avoir obtenu son meilleur résultat individuel dans l'élite à Predazzo (cinquième), il est pour la première fois vainqueur en Coupe du monde à l'occasion de la compétition par équipes de Zakopane, mais s'y blesse au genou (rupture des ligaments croisés) et sa saison se termine là.
Son frère Jonathan est aussi un sauteur à ski.

## Palmarès

### Coupe du monde
- Meilleur classement général : 34e en 2019.
- Meilleure performance individuelle : 5e
- 1 podium par équipes : 1 victoire.

#### Classements généraux annuels
| Année     | Rang |
| 2015-2016 | 49e  |
| 2016-2017 | 61e  |
| 2017-2018 | 59e  |
| 2018-2019 | 34e  |

### Championnats du monde junior
- Médaille d'or en individuel et par équipes en 2016.
- Médaille de bronze par équipes mixtes en 2016.

### Coupe continentale
- 3e du classement général en 2018.
- 7 victoires.